# Brachycephalus ibitinga
Brachycephalus ibitinga é uma espécie de sapo, identificada em 2021 e que vive na Mata Atlântica, na região de São Paulo, Brasil.